# ای. مایکل لرنر
ای. مایکل لرنر (انگلیسی: I. Michael Lerner; ۱۴ مهٔ ۱۹۱۰ – ۱۲ ژوئن ۱۹۷۷) نسل‌شناس اهل ایالات متحده آمریکا بود.
وی همچنین برندهٔ جوایزی همچون کمک‌هزینه گوگنهایم شده‌است.